# Antonio Marras
Antonio Marras (né à Alghero le 21 janvier 1961) est un styliste italien.

## Biographie
Antonio Marras est né à Alghero (Sardaigne) en 1961. Il est issu d'une famille gérant un magasin de tissu familial transformé successivement en une boutique de vêtements. À 14 ans, il découvre le Bazar d’Elio Fiorucci à Milan et y découvre également la mode.
En 1983, Antonio Marras reprend la gestion du magasin familial et dessine sa première collection de prêt-à-porter en 1987 avec « Piano piano dolce Carlotta ». La première collection de prêt-à-porter féminin portant son nom est présentée à Milan en 1999, suivie de la collection masculine en 2002.
En 2003, il est nommé directeur artistique de Kenzo et l'année suivante, la première collection de la marque, conçue par Antonio Marras, est présentée à Paris. La collaboration prend fin en 2011. Depuis il se consacre à sa propre marque de prêt-à-porter féminin « Antonio Marras ».